# La Vallée de la Loue
La Vallée de la Loue est un tableau réalisé par l'artiste français Gustave Courbet en 1865. Cette huile sur toile est un paysage qui représente un chemin longeant la Loue sous un affleurement rocheux. L'œuvre est conservée depuis 1958 au Des Moines Art Center, à Des Moines, dans l'Iowa, aux États-Unis.

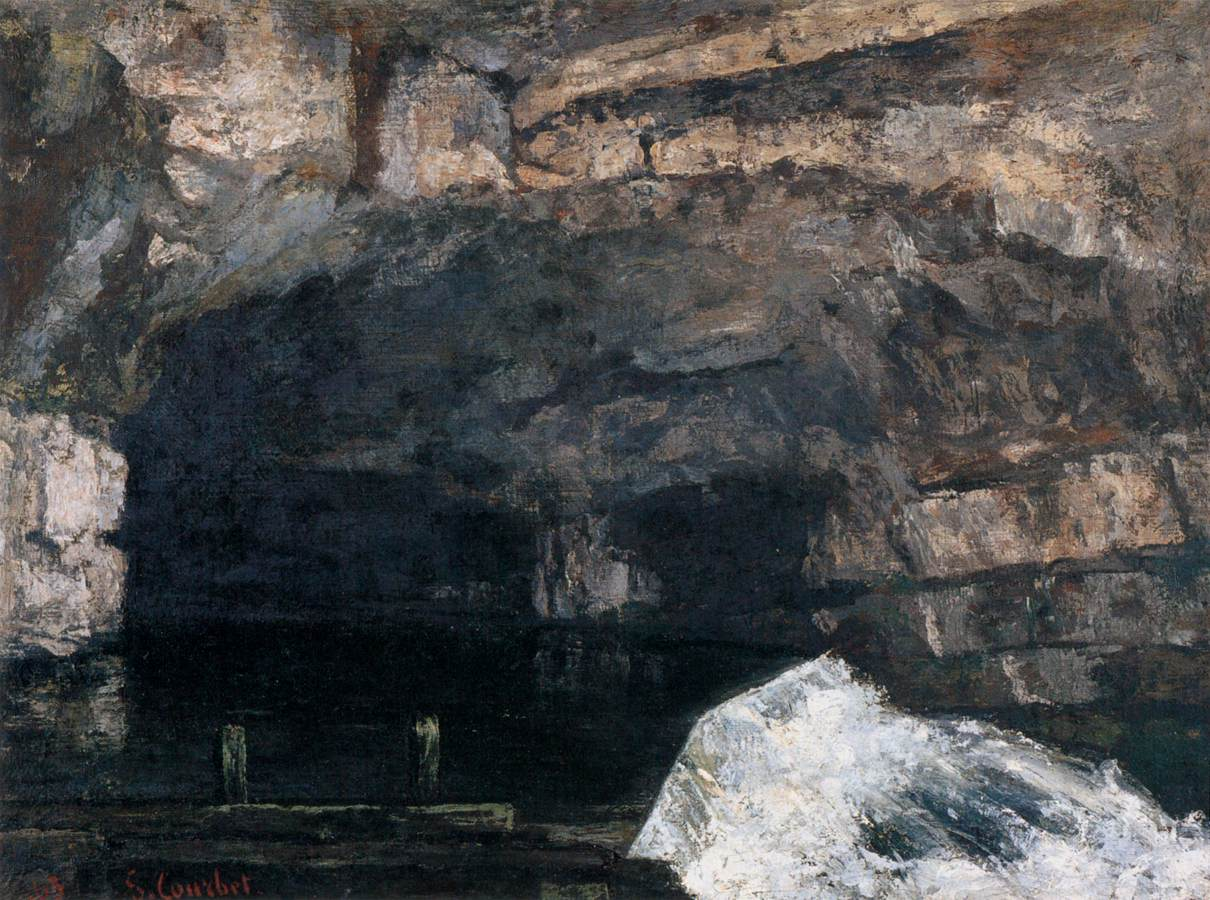
La Source de la Loue, Kunsthaus de Zurich, Zurich.